# Hamont
Hamont era una petita antica ciutat, que fou una bona vila al comtat de Loon, part del principat de Lieja.

## Història
L'any 1782, el ciutadans van obtenir el dret d'erigir un perron, símbol de la llibertat i de la justícia al principat de Lieja. El 1975, la ciutat molt petita, que s'assemblava més a un petit poble rural, va integrar-se al municipi Hamont-Achel, que va heretar el títol honorari de ciutat el 1895.